# Idole
Pour les articles homonymes, voir Idole des jeunes et Idole japonaise.
Une idole est une représentation matérielle d'une divinité qui fait l'objet d'un culte, comme la divinité elle-même.

## Visions monothéistes
La Bible et le Coran rejettent l'adoration des idoles, car ils y voient une adoration d'une représentation de Dieu ou de « faux dieux », représentation qui dénature selon eux la dimension transcendante et unique de la divinité, en la reléguant au rang des objets. Dans le Christianisme, s'est posée la question de la représentation des choses célestes, du Christ lui-même, des saints, des anges, qui a mené une partie des croyants à vouloir interdire icônes et autres objets religieux, entraînant la crise de l'iconoclasme.

## Version contemporaine

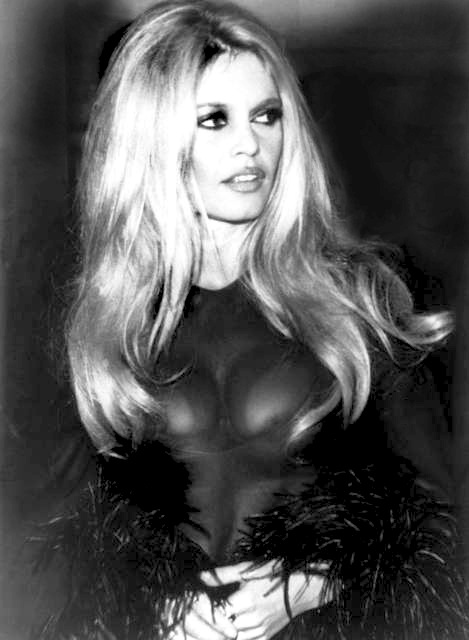
Un exemple d'idole séculière: Brigitte Bardot

Par extension, une « idole » en langage séculier contemporain désigne souvent une personne qui sert de faux modèle à une partie de la population, souvent une génération. Cette idole peut être incarnée par une vedette de cinéma (par exemple James Dean, Marilyn Monroe, River Phoenix ou Brigitte Bardot), une vedette de la chanson ou un groupe de pop ou de rock (par exemple Dalida, Claude François, Elvis Presley, Beyoncé, Madonna, The Beatles, Britney Spears, Lana Del Rey, Johnny Hallyday, Mick Jagger, Michael Jackson ou encore Kurt Cobain, (chanteur du groupe Nirvana), un personnage emblématique d'une lutte politique (Che Guevara par exemple) ou encore un sportif (Zinédine Zidane dans le domaine du football).
L'idolâtrie moderne se manifeste par une obsession de tout ce qui touche, de près ou de loin, à la vie de l'idole : Show business, vie publique et privée, œuvres et marchandises diverses liées à l'idole, photos, vidéos, dédicaces, etc. L'idolâtrie peut aller jusqu'à provoquer des scènes d'hystérie collective durant les apparitions de l'idole devant ses fans. Certaines idoles reçoivent du courrier de fans de façon massive soit via la poste, soit numériquement. 
L'idolâtrie est un phénomène courant dans beaucoup de pays développés, notamment au Japon où certains sumos sont vénérés comme de véritables dieux vivants.

## Aspects psychologiques de l'idolâtrie
L'idolâtrie moderne pourrait être mise en rapport avec une disparition relative des pratiques religieuses et du sentiment religieux institutionnel. Les besoins de déification de certains groupes d'humains s'inscriraient désormais dans un canevas d'adoration d'une ou plusieurs idoles humaines plutôt que dans la pratique d'une religion de tradition.
De plus, l'investissement d'affects disproportionnés dans une personnalité idolâtre permettrait à certaines personnes en phase de construction de l'identité de stabiliser leur psyché au moyen d'un emprunt fantasmagorique à la psyché de l'idole.